# Santa Rosa el Cobán
Santa Rosa el Cobán är en ort i Mexiko.   Den ligger i kommunen La Trinitaria och delstaten Chiapas, i den sydöstra delen av landet, 900 km öster om huvudstaden Mexico City. Santa Rosa el Cobán ligger 885 meter över havet och antalet invånare är 178.
Terrängen runt Santa Rosa el Cobán är huvudsakligen kuperad, men åt nordost är den platt. Runt Santa Rosa el Cobán är det ganska tätbefolkat, med 60 invånare per kvadratkilometer. Närmaste större samhälle är Amparo Aguatinta, 8,1 km nordost om Santa Rosa el Cobán. I omgivningarna runt Santa Rosa el Cobán växer i huvudsak städsegrön lövskog.